# Odontoglossum platynaris
Odontoglossum platynaris là một loài thực vật có hoa trong họ Lan. Loài này được Dalström mô tả khoa học đầu tiên năm 2001.